# Dervéni (Corinthe)
Dervéni, en grec moderne : Δερβένι, est un village du dème de Xylókastro-Evrostína, district régional de Corinthie, en Grèce.
Selon le recensement de 2011, la population du village s'élève à 828 habitants.